# Solomon Warriors Football Club
Maillots
Salomon Warriors Football Club est un club salomonais de football basé à Honiara, la capitale de l'archipel.

## Histoire
Le club est fondé en 1981 sous le nom de Uncles FC, c'est alors un club de football à 7. Il a ensuite porté le nom de Wantoks Football Club. Son premier titre national est remporté en 2012 lorsqu'il s'impose en championnat, ce qui lui permet d'obtenir sa première qualification en Ligue des champions de l'OFC 2013-2014. Salomon Warriors conserve son titre en 2014.
Salomon Warriors a participé à deux campagnes de Ligue des champions de l'OFC sans obtenir de résultats probants. La formation salomonaise n'a pour l'instant jamais dépassé la phase de poules. Il remporte sa première victoire face au club de Papouasie-Nouvelle-Guinée de PRK Hekari United lors de l'édition 2012-2013 et une autre lors de l'édition suivante contre le représentant des Samoa, Kiwi FC, sur le score fleuve de 8-0.
En 2014, le club remporte la première édition de la Melanesian Super Cup, une compétition entre trois formations de Mélanésie (Salomon et Vanuatu). Il réussit à conserver le trophée l'année suivante.

## Palmarès
- Championnat des Îles Salomon :
  - Champion en 2012, 2014, 2017-2018, 2018, 2019-2020, 2022-2023 et 2023
  - Vice-champion en 2010, 2011, , 2020-2021 et 2021

- Melanesian Super Cup :
  - Vainqueur en 2014 et 2015